# Cantone di Hornoy-le-Bourg
Il Cantone di Hornoy-le-Bourg era una divisione amministrativa dell'arrondissement di Amiens.
È stato soppresso a seguito della riforma complessiva dei cantoni del 2014, che è entrata in vigore con le elezioni dipartimentali del 2015.
Comprendeva i comuni di:
- Arguel
- Aumont
- Beaucamps-le-Jeune
- Beaucamps-le-Vieux
- Belloy-Saint-Léonard
- Brocourt
- Dromesnil
- Hornoy-le-Bourg
- Lafresguimont-Saint-Martin
- Liomer
- Méricourt-en-Vimeu
- Le Quesne
- Saint-Germain-sur-Bresle
- Thieulloy-l'Abbaye
- Villers-Campsart
- Vraignes-lès-Hornoy